# Langenmosen
Langenmosen település Németországban, azon belül Bajorországban. Lakosainak száma 1664 fő (2023. december 31.).

## Népesség
A település népessége az elmúlt években az alábbi módon változott:
| Lakosok száma | 1150 | 1324 | 1501 | 1521 | 1565 | 1550 | 1594 | 1586 | 1663 | 1664 |
|               | 1970 | 1975 | 2011 | 2012 | 2014 | 2015 | 2017 | 2019 | 2022 | 2023 |